# Skovlænge Sogn
Skovlænge Sogn  ist eine ehemalige Kirchspielsgemeinde (dän.: Sogn) auf der Insel Lolland im südlichen Dänemark. Bis 1970 gehörte sie zur Harde Lollands Sønder Herred im damaligen Maribo Amt, danach zur Højreby Kommune im Storstrøms Amt, die im Zuge der  Kommunalreform zum 1. Januar 2007 in der Lolland Kommune in der Region Sjælland aufgegangen ist.
Am 27. November 2016 gingen Gurreby Sogn, Skovlænge Sogn und Søllested Sogn im Søllested-Skovlænge-Gurreby Sogn auf. Das bezieht sich nur auf die kirchlichen Belange. In ihrer Eigenschaft als Matrikelsogne, also als Grundbuchbezirke der Katasterbehörde Geodatastyrelsen, wirken sich seit Abschaffung der Hardenstruktur 1970 solche Änderungen nicht mehr aus.
Im Kirchspiel lebten am 1. Juli 2016 93 Einwohner. Im Kirchspiel liegt die Kirche „Skovlænge Kirke“.
Nachbargemeinden waren im Norden Halsted Sogn, im Südosten Søllested Sogn, im Südwesten Gurreby Sogn und im Westen Avnede Sogn.